# Бела Сепеш
Бела Сепеш (угор. Szepes Béla; 5 вересня 1903, Ігло — 20 червня 1986, Будапешт) — угорський лижник, легкоатлет, карикатурист та скульптор. Срібний призер Олімпійських ігор у Амстердамі. Чоловік письменниці Марії Сепеш.

## Спортивна кар'єра
Бела Сепеш народився в Ігло у 1903 році. Почав займатися лижами у 1918 році при Мадярській Туристичній Асоціації. Він виграв міжнародний турнір зі стрибків з трампліна, що проходив у Польщі в 1923 році. У подальші роки він шість разів ставав чемпіоном Угорщини з лижного спорту. Цей турнір включав у себе змагання з лижних перегонів, стрибків з трампліна та швидкісного спуску.
На Олімпійських іграх 1924 року в Шамоні виступав у лижних перегонах та двоборстві. У лижних перегонах він брав участь лише в гонці на 18 кілометрів, котра також була частиною змагань з двоборства. Саму гонку Сепеш не закінчив. У стрибковій частині двоборства через падіння у другому стрибку він посів двадцять третє місце, хоча після першого стрибка він був десятим. Через незакінчені перегони, Сепеш не отримав місця у остаточному заліку двоборства.
В 1919 році Бела Сепеш почав займатися метанням списа. Він виступав за Мадярський атлетичний клуб і ставав чемпіоном Угорщини шість років поспіль починаючи з 1925. Також він постійно брав участь у Британському атлетичному чемпіонаті і тричі в ньому перемагав, у 1925, 1927 та 1929 роках.
На Олімпійських іграх 1928 року в Амстердамі брав участь у змаганнях з метання списа та здобув срібні нагороди, поступившись шведському атлету Еріку Ліндквісту.

## Подальше життя
У 1926 році Бела Сепеш закінчив Університет мистецтв та дізайну, після чого переїхав до Берліна та працював там журналістом і карикатуристом.